# Resolutie van de Republiek der Verenigde Nederlanden
Een resolutie van de Republiek der Verenigde Nederlanden  is een besluit dat is genomen door de afgevaardigden van de Zeven Provinciën in de Staten-Generaal. 
Vrijwel dagelijks kwamen vijftien tot twintig afgevaardigden ter Staten-Generaal bijeen in een kleine zaal op het Binnenhof om legio zaken en stukken te behandelen. Een onderwerp werd gewoonlijk aan de hand van een schriftelijk document (brief, verzoek, memorie) ter tafel gebracht in de zogenaamde propositie. Daarna volgde de beraadslaging oftewel deliberatie. Met de adviezen van betrokken instanties kwam de vergadering dan uiteindelijk tot een besluit. Dat besluit werd opgetekend door de griffier en afgeschreven door een klerk.
Op 25 september 1576 viel het eerste besluit van de Staten-Generaal, vanaf 1 oktober 1576 werden registers van de resoluties aangelegd. Deze registers vormen een onmisbare ingang tot de talloze stukken in het archief van de oude Staten-Generaal over onder meer buitenlandse politiek, overheidsfinanciën, defensie, rechtspraak, geloofszaken, handel en nijverheid. Traditioneel worden de resoluties geraadpleegd om duidelijkheid te verkrijgen over de hogere politiek en de diplomatieke betrekkingen van de centrale regering in de Republiek.
In 2024 heeft het Huygens Instituut in Amsterdam de website goetgevonden.nl gelanceerd. Daarop zijn alle Resolutie van de Staten-Generaal uit de periode 1576 tot 1795 te vinden. Vele wetenschappers en honderden vrijwilligers hebben vijf jaar gewerkt om de, aanvankelijk, handgeschreven teksten om te zetten in machineleesbare teksten en te voorzien van zoekwoorden. Daardoor zijn deze teksten voor alle wetenschapper en geïnteresseerde burgers direct toegankelijk geworden. Hiermee is een zeer omvangrijke bron van kennis ontsloten waardoor de geschiedenis van de Republiek en daarmee van Nederland op een unieke nieuwe manier kan worden bestudeerd.